# Ліквідація (телесеріал)
«Ліквідація» (рос. «Ликвидация») — російський багатосерійний художній фільм 2007 року режисера Сергія Урсуляка. В основі сюжету лежить боротьба радянської влади проти бандформувань в Одесі в 1946 році — після Другої світової війни.
В Україні фільм заборонений до показу із 31 жовтня 2014 року через незаконні дії актора багатосерійника Михайла Пореченкова. Окрім того, у стрічці підозрюють присутність українофобії.

## Сюжет
Одеса, 1946 рік. За наводкою спійманого бандита Сеньки Шалого співробітники міліції на чолі з начальником відділу по боротьбі з бандитизмом Одеського карного розшуку Давидом Марковичем Гоцманом знаходять склад з військовим обмундируванням, близько тисячі комплектів. З добровільною допомогою друга дитинства, колишнього кишенькового злодія Фіми-«Напівжида», Давид Гоцман виходить на слід злочинців і з'ясовує, що обмундирування і спорядження злочинці офіційно отримували на складах Одеського військового округу, користуючись бездоганними за виконанням фальшивими накладними. Призначення обмундирування залишається неясним: нікому зі звичайних кримінальників не потрібна така кількість військової форми — її просто нікому продавати. При спробі з'ясувати виробника підроблених накладних Фіму вбивають. Справа набуває для Гоцмана особливого значення: тепер це вже не просто розслідування, а помста за друга.
Гоцман дізнається, що в справі замішаний дехто «Академік», який під час війни перебував в Одесі і проходив навчання в німецькій розвідшколі. На допомогу міліції у цій справі в розпорядження Гоцмана направляється помічник військового прокурора майор Віталій Єгорович Кречетов. Гоцман зі своїми підлеглими і Кречетовим йдуть по сліду підручного Академіка, кримінальника Чекана, який теж навчався в німецькій розвідшколі.
В цей самий час маршал Жуков призначається командуючим військами Одеського військового округу і з притаманною йому жорсткістю і прямолінійністю намагається негайно розправитися з усією злочинністю післявоєнної Одеси. Непродумані дії тільки шкодять справі: у відповідь на безсудний арешт і ув'язнення кримінальних авторитетів Одеси бандити влаштовують погроми. Потім «відстріл» бандитів на нічних вулицях силами спеціально залучених офіцерів військової контррозвідки викликає в місті вже масове невдоволення.
Надзвичайна обізнаність бандитів про хід розшуків змушує Гоцмана припустити, що Академік служить в правоохоронних органах або в штабі Жукова, ба більше — безпосередньо бере участь у проведенні операції. Під підозрою виявляються практично всі, хто має стосунок до розслідування. В результаті з'ясовується, що Академік — це один з найближчих колег Гоцмана, ідейний ворог радянської влади, який в роки війни працював на німців.
По ходу розслідування Гоцман всиновлює вуличного безпритульного Мишка Карася, який втратив батьків, одружується на вдові репресованого московського слідчого і навіть проводить добу в катівнях МДБ за сфабрикованою справою про антирадянську змову.

## Критика
Відомі українські діячі культури критикують «Ліквідацію», натякаючи на присутність в ній українофобії.
| «Згадайте: ще не так давно ідейні вороги радянської влади, ким би вони не виявлялися по життю, завжди були для кіно, зокрема – «перебудовчого» та російського пострадянського, героями позитивними. Тепер ті, хто не любить радянську владу, підлягають знищенню. Чи немає тут натяку на те, що російська культура, і зокрема — кіно, знову готові відстоювати і захищати піддані колись обструкції радянські цінності? Можливо, я трошки пересмикую карти, одначе згаданого Академіка, попри всю його зрадницьку сутність, хочеться пожаліти: він — проти «совєтів», а його за переконання вбивають,» — Андрій Кокотюха.[2] |
| «...ситуація зараз шизофренічна: з одного боку ллється кров, гинуть люди, російськомовні, україномовні, суржикомовні, немає різниці, ті, які ідентифікують себе як українців. І в цей самий час лише за перший тиждень вересня 10 українських каналів показали 71 російський серіал, в тому числі «Ліквідацію», де чекісти знищують бандерівців,» — Оксана Забужко про кількість російського телепродукту в Україні та російсько-українську війну 2014 року.[3][4][5] |

## Заборона показу та поширення в Україні
В кінці жовтня 2014 року актор фільму Михайло Пореченков здійснив незаконну поїздку в непідконтрольний Україні Донецьк, де разом з терористами ДНР стріляв ймовірно по позиціях українських військових у Донецькому аеропорту. Служба безпеки України також запідозрила актора у розстрілах мирних мешканців Донецька. Після розголосу цих подій зчинився скандал. Активісти кампанії «Бойкот російського кіно» вимагали заборонити в Україні фільми за участю Михайла Пореченкова. 31 жовтня 2014 року Державне агентство України з питань кіно за поданням Міністерства культури України та Служби безпеки України скасовує дозволи на розповсюдження та показ 69-ти фільмів і телесеріалів за участю Михайла Пореченкова, серед яких і багатосерійник «Ліквідація».